# 強制執行停止決定
強制執行停止決定（きょうせいしっこうていしけってい）とは、日本の司法制度における決定による裁判。民事訴訟法403条又は民事執行法36条により当事者に申立権があって裁判所が応答するものと、民事執行法10条6項（これを準用する11条2項を含む）により裁判所の裁量によって発せられるものがある。
これらの決定がなされると、仮執行宣言の付された判決や仮執行宣言が付された支払督促、確定判決による強制執行を一時停止する効力がある。なお、実施された執行処分の取消決定も民事訴訟法403条と民事執行法39条1項では可能であるが、実務上あまりないのでここでは省略する。強制執行停止決定は担保を立てないでも発令可能であるが、実務上はほとんどの場合に担保提供が要求される。

## 種類
強制執行停止決定には、強制執行可能な債務名義の種類によってその停止決定の要件が異なる。手形訴訟などはここでは省略する。
- 仮執行宣言の付された支払督促に異議を申し立てた場合（民事訴訟法403条1項3号）

原支払督促の取消しまたは変更となる事情がないとはいえないこと又は著しい損害を生じることの疎明が要件。督促異議理由書と債務名義金額の約3分の１の担保があれば、実務上大体が発令される。
- 仮執行宣言の付された判決に控訴した場合（民事訴訟法403条1項3号）

原判決が取消しまたは変更となる可能性がないとはいえないこと、又は著しい損害を生じることの疎明が要件。
- 仮執行宣言の付された判決に上告または上告受理申立てをした場合（民事訴訟法403条1項2号）

原判決の破棄の原因となるべき事情及び著しい損害を生じることの疎明が要件。
- 確定判決に対し特別上告または再審を申し立てる場合（民事訴訟法第403条1項1号）

不服の理由として主張した事情が法律上理由があると見え事実上の疎明があり、かつ著しい損害を生じることの疎明が要件。
- 確定判決等に対し請求異議の訴えを提起した場合（民事執行法36条1項）

不服の理由として主張した事情が法律上理由があると見え事実上の疎明があり、かつ著しい損害を生じることの疎明が要件。

## 発令裁判所
督促異議や上訴の場合であっても、事件記録のある裁判所が発令することができる（民事訴訟法404条など）。控訴などの本案事件担当部がすることが多いが、東京地方裁判所の場合は民事9部（保全部）が担当するのが原則。

## 担保
発令裁判所の所在地の法務局に供託することが原則である（民事訴訟法405条）。銀行など金融機関との支払保証委託契約の締結（ボンド）によって代えることができる（民事訴訟規則）。担保額は確定判決まで本案判決が遅延したことによる損害を考慮して決められる。